# Concepte del nostre Gran Poder
El Concepte del nostre Gran Poder és el llibre 4 del Còdex VI dels Manuscrits de Nag Hammadi. És un text gnòstic escrit en llengua copta que explica la història de la salvació de manera apocalíptica. El manuscrit es pot datar aproximadament cap a la meitat del segle iv, perquè fa menció d'una secta de l'arrianisme. La referència a "Orient" com "el lloc on el Logos va aparèixer per primera vegada" suggereix que l'autor va viure en algun lloc a l'oest de Palestina.

## Contingut
El text se centra principalment en conceptes apocalíptics. Sembla que es pot relacionar amb les tradicions apocalíptiques cristianes i fins i tot jueves en diferents moments. Potser el que fa que el Concepte del nostre Gran Poder tingui un important contingut gnòstic és la seva predisposició negativa cap al Déu de l'Antic Testament, la seva visió de la corrupció del cos físic i l'èmfasi que posa en l'objectiu final de l'ànima il·luminada que torna a la llum. El text parla de moments importants en la història de la salvació, i proporciona una visió gnòstica de la creació, el diluvi, l'origen del mal, el Salvador que descendeix a l'infern, l'anticrist i el triomf final del poder més alt. La lectura està plena d'històries apocalíptiques i conceptes gnòstics.
| «             | "El que coneixerà el nostre Gran Poder esdevindrà invisible i el foc no podrà consumir-lo ..." | » |
| — Introducció |                                                                                                |   |